# Алданский надъярус
Алданский надъярус — надъярус нижнего отдела кембрийской системы, второй снизу надъярус кембрийской системы. Выделен Н. П. Суворовой и Г. Ф. Гурари в 1954 году. По состоянию на 2022 год не используется в стратиграфической шкале России.
Стратотипом алданского надъяруса считается разрез по реке Алдан у горы Томмот. Подразделяется на два яруса: томмотский и атдабанский.
До 90-х годов XX века алданский надъярус считался ярусом (первым снизу в кембрийской системе), соответствующие которому слои наблюдались повсеместно в Сибири, в некоторых частях Европы, в Китае, Австралии, Африке (Марокко) и Северной Америке.